# ماریان کروپیونیتسکی
ماریان یولیویچ کروپیونیتسکی (زاده ۸ سپتامبر ۱۹۰۳ در روستای چرپاشینتسی، درگذشته ۱۶ اوت ۱۹۸۹، کی‌یف، اوکراین) هنرمند، نقاش و عکاس اوکراینی لهستانی‌تبار بود.

## نمایشگاه‌ها[۲]
- ۱۹۳۱ - اتحاد جماهیر شوروی اوکراین. سومین نمایشگاه هنری شعبه کیف اتحادیه سراسر اوکراین هنرمندان پرولتری.[۳]
- ۱۹۳۶ - مسکو. نمایشگاهی از آثار تیمی از هنرمندان لهستانی-شوروی.
- ۱۹۳۷ - نمایشگاه جوبیلی از آثار هنرمندان اتحاد جماهیر شوروی اوکراین. (۱۹۱۷–۱۹۳۷)
- ۱۹۳۷ - اوکراین مرفه